# Чорноморський
Чорноморський (рос. Черноморский) — смт Сєверського району Краснодарського краю. Поблизу Чорноморського — видобуток нафти. Населення — 8120 мешканців (2010).

## Географія

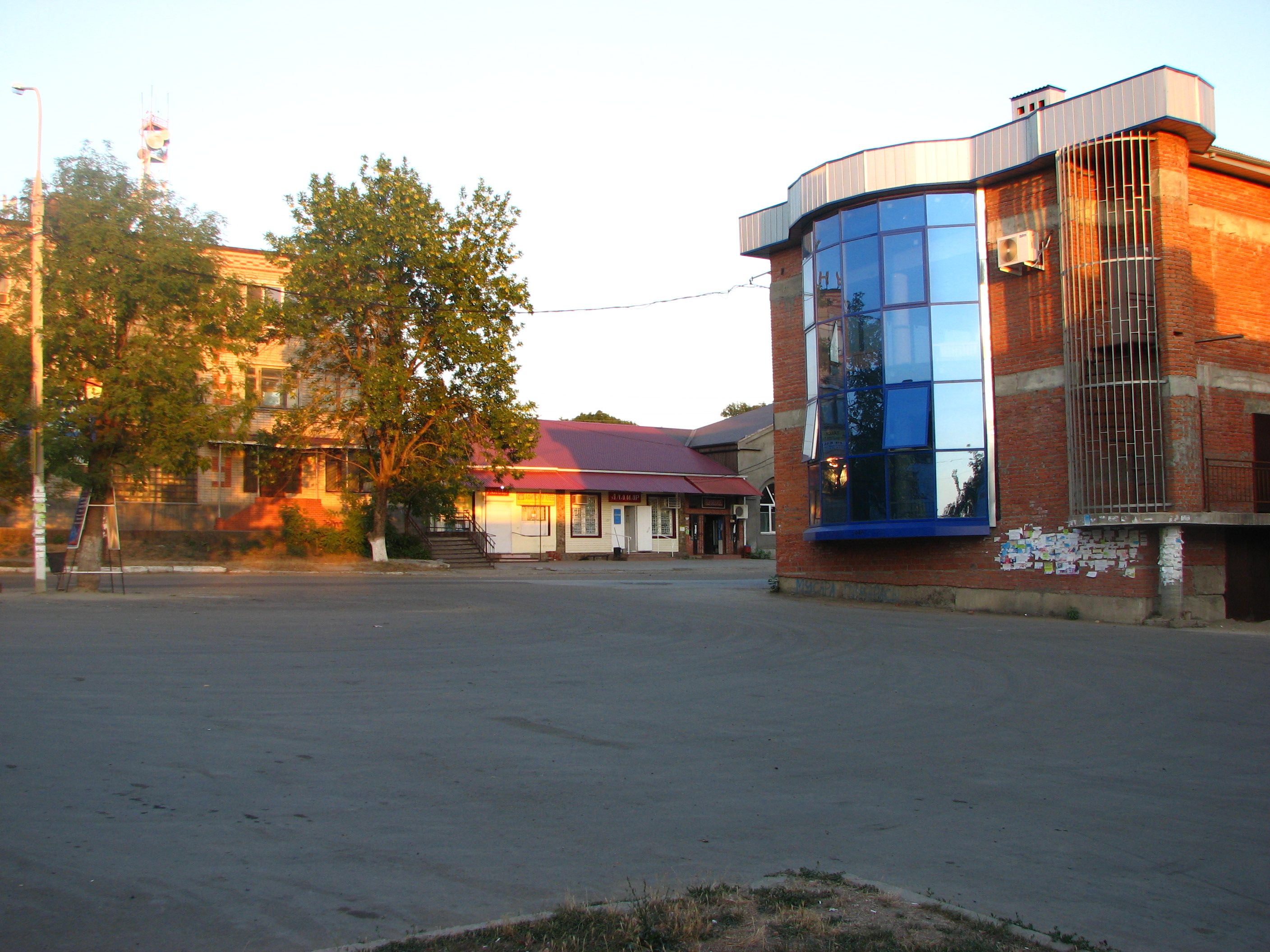
Автовокзал у Чорноморському

Селище розташоване за 15 км захід від райцентру — станиці Сєверська. Через селище проходить автотрасса М4.
Залізнична станція Хабль на лінії Краснодар — Кримська розташована за 2 км захід від центру Чорноморського, у селища Спутник.

## Історія
Селище засноване 1946 року.

## Адміністративний устрій
В склад міського поселення селище Чорноморський входять також:
- х. Веселий
- х. Карський
- х. Кипячий
- сел. Новопетровський
- сел. Октябрський
- сел. Спутник